# Aboriella
Aboriella é um género botânico pertencente à família Urticaceae.
A única espécie é nativa da região leste do Himalaia, região Arunachal Pradesh da Índia.

## Espécie
- Aboriella myriantha

Alguns autores incluem a espécie no gênero Pilea.